# Differdange
Differdange (franska) (luxemburgiska: Déifferdeng lyssna (fil), tyska: Differdingen) är en ort i kantonen Esch-sur-Alzette i sydvästra Luxemburg. Den är huvudort i kommunen med samma namn och ligger cirka 20 kilometer sydväst om staden Luxemburg. Orten har 16 468 invånare (2022).

## Bildgalleri

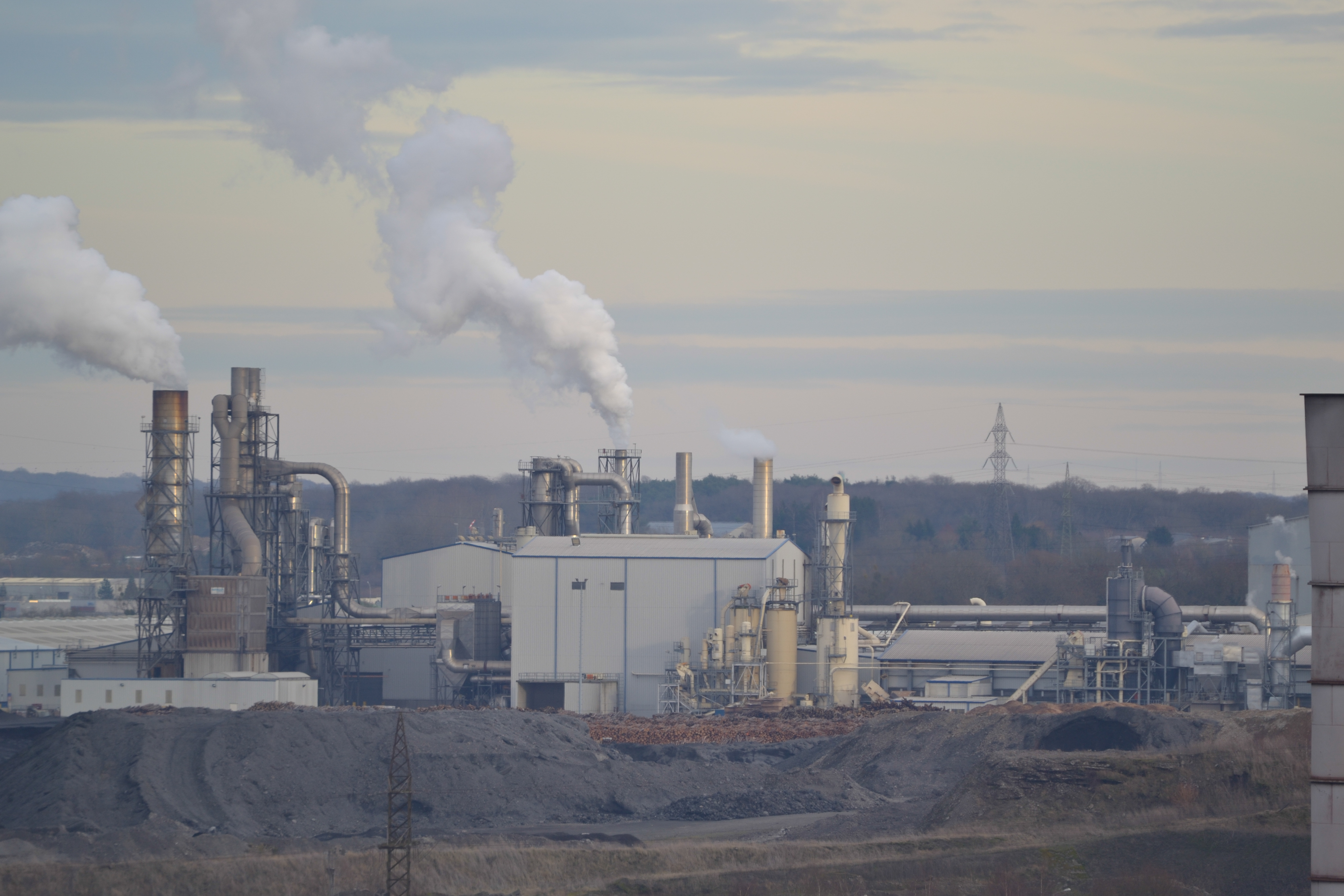
Arcelor Mittals stålverk i Differdange.
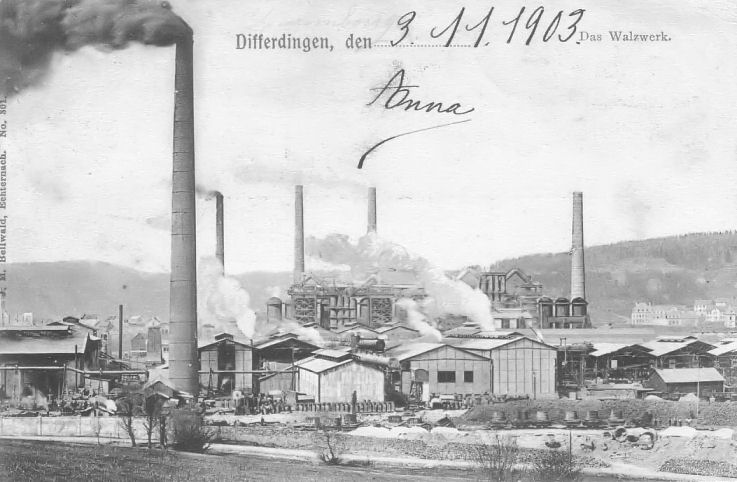
Stålverket omkring sekelskiftet 1800/1900.
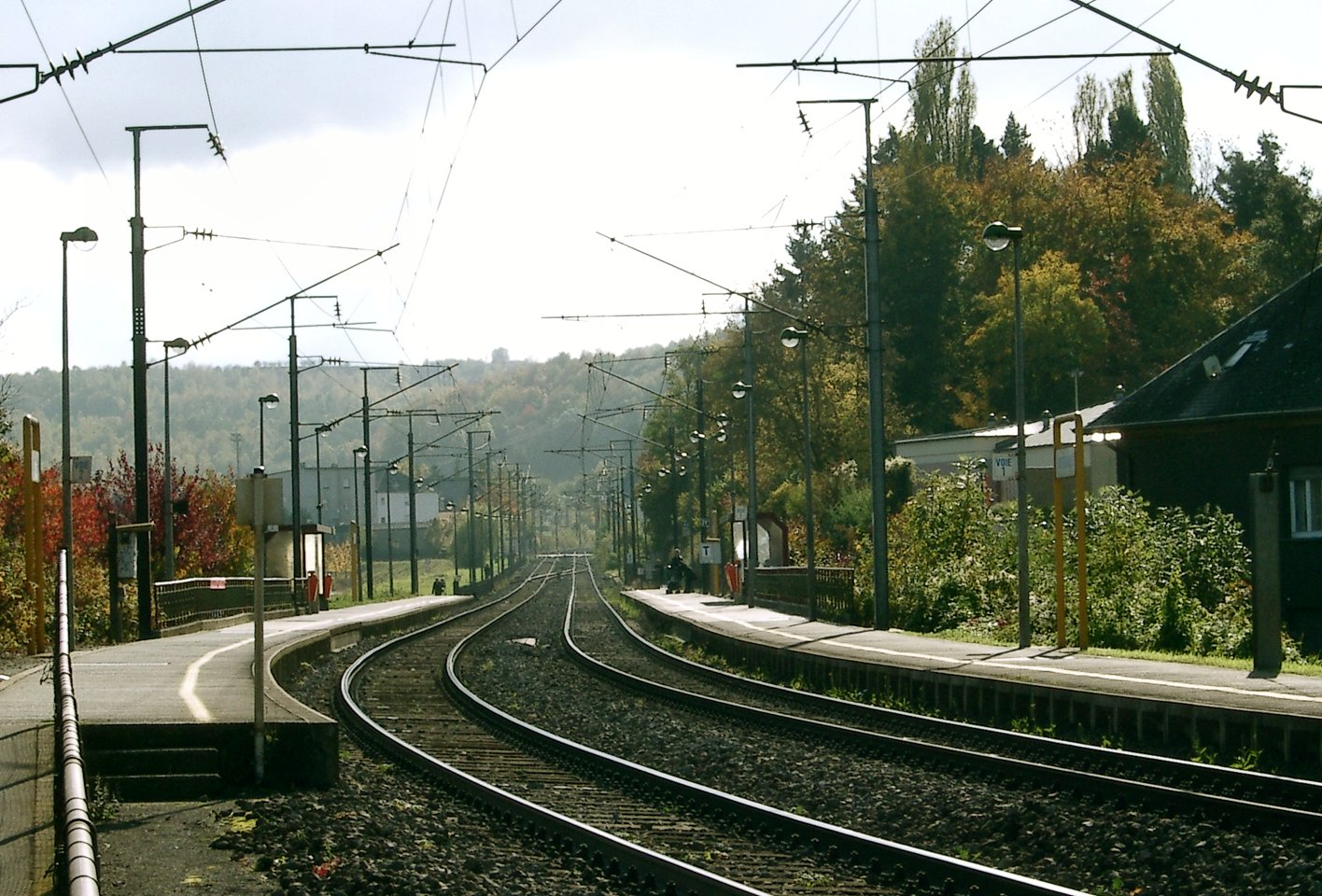
Järnvägsstationen i Differdange.
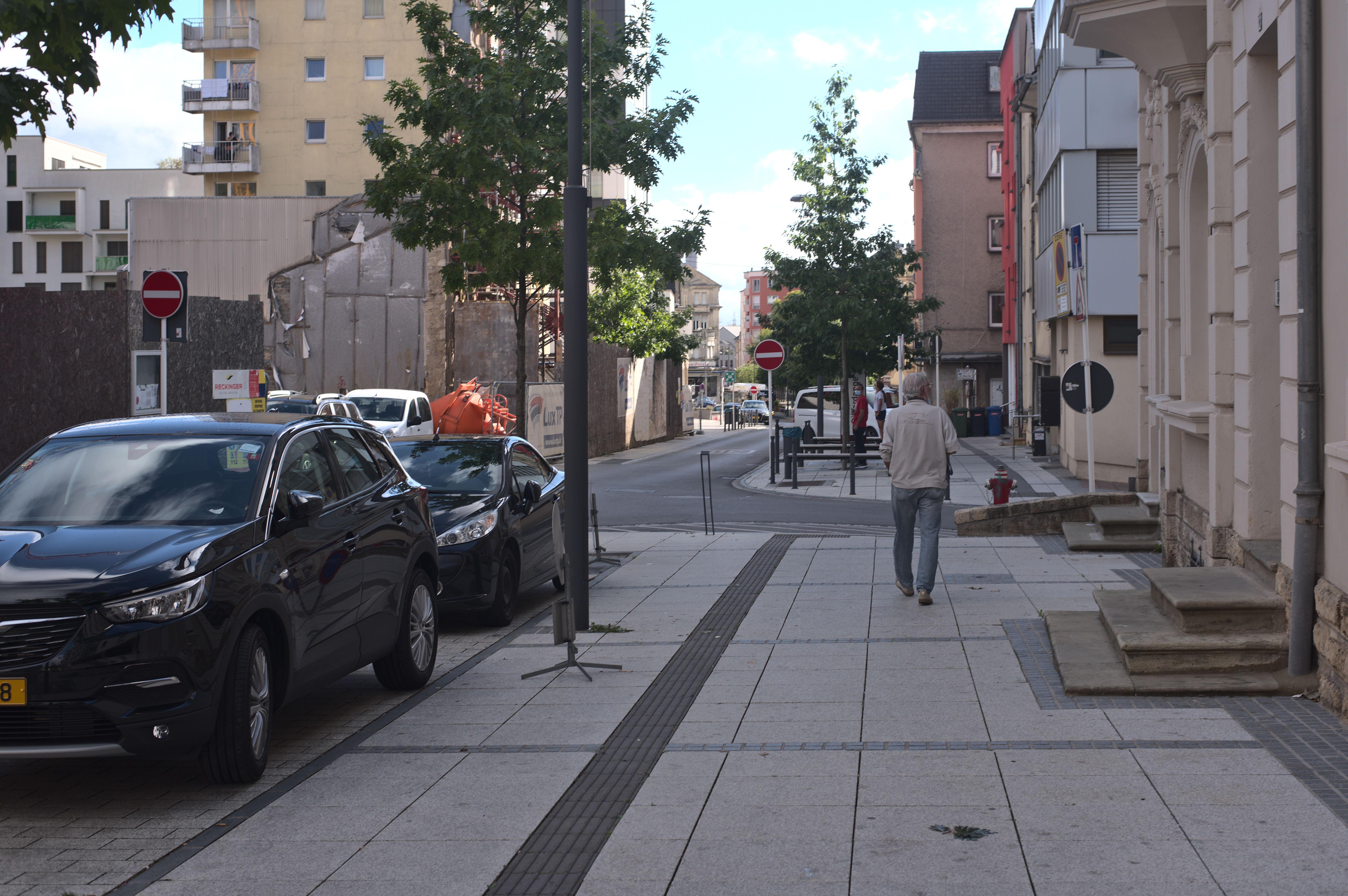
Grand Rue i Differdange.
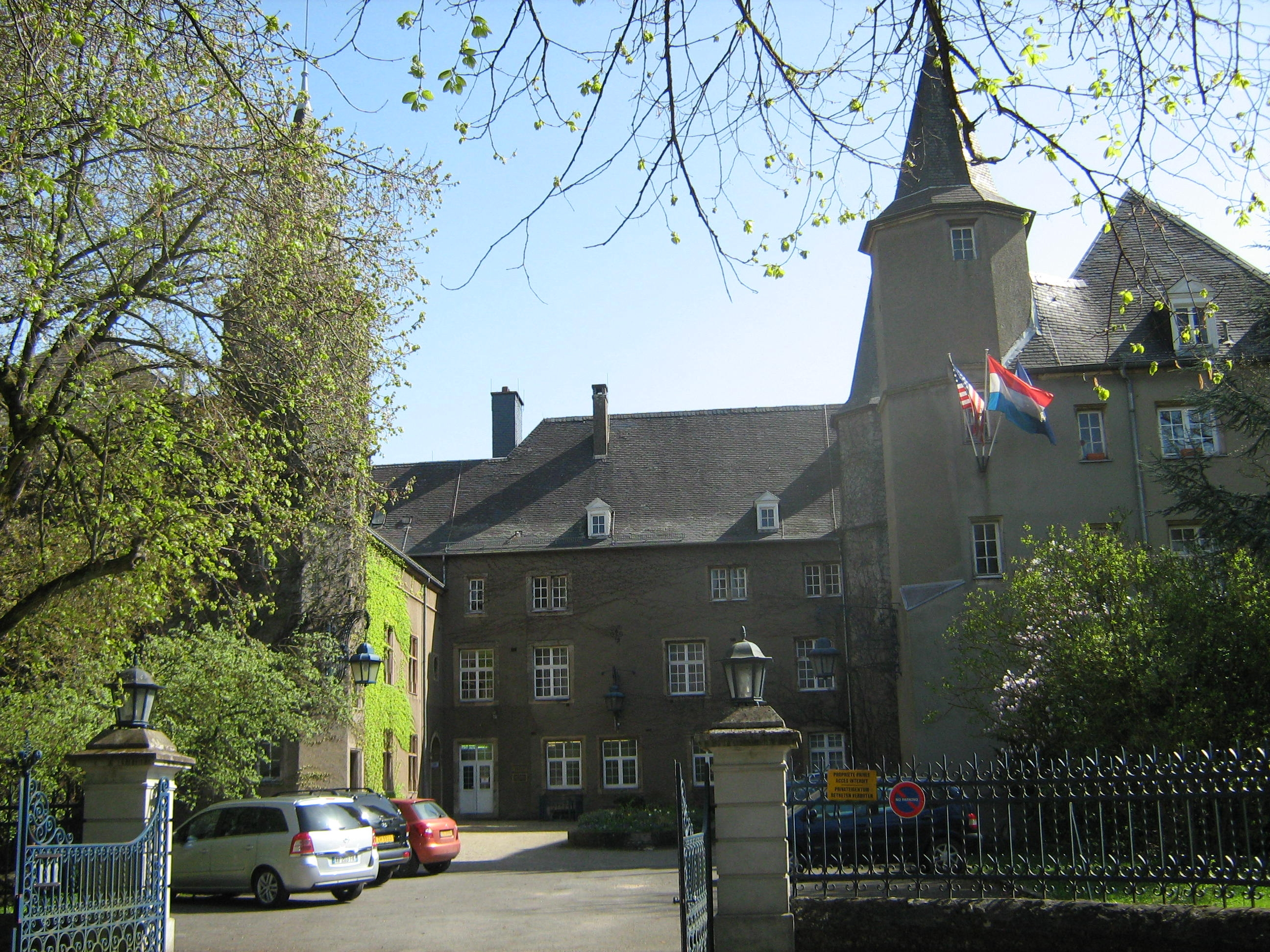
Slottet i Differdange.